# Madison Bowey
Madison Bowey (né le 22 avril 1995 à Winnipeg dans la province de Manitoba au Canada) est un joueur professionnel canadien de hockey sur glace. Il évolue au poste de défenseur.

## Biographie
Il a joué au niveau junior avec les Rockets de Kelowna dans la LHOu et est ensuite repêché au deuxième tour par les Capitals de Washington au 53e rang lors du repêchage d'entrée dans la LNH 2013. 
Après deux autres saisons avec les Rockets, il débute au niveau professionnel en 2015-2016 avec les Bears de Hershey, équipe affiliée aux Capitals dans la LAH. Il fait ses débuts dans la LNH avec les Capitals durant la saison 2017-2018.
Le 22 février 2019, il est échangé aux Red Wings de Détroit avec un choix de 2e ronde en 2020 en retour de Nick Jensen et un choix de 5e tour en 2019 .
Il devient joueur autonome sans compensation, le 9 octobre 2020. Il signe un contrat de 2 ans avec les Blackhawks de Chicago, le 28 janvier 2021.

## Statistiques

### En club
| Saison     | Équipe                   | Ligue      |                   | Saison régulière  | Saison régulière  | Saison régulière  | Saison régulière  | Saison régulière |   | Séries éliminatoires | Séries éliminatoires | Séries éliminatoires | Séries éliminatoires | Séries éliminatoires |
| Saison     | Équipe                   | Ligue      | PJ                | B                 | A                 | Pts               | Pun               | PJ               | B | A                    | Pts                  | Pun                  |                      |                      |
| 2010-2011  | Rockets de Kelowna       | LHOu       | 3                 | 0                 | 1                 | 1                 | 4                 | 1                | 0 | 0                    | 0                    | 0                    |                      |                      |
| 2011-2012  | Rockets de Kelowna       | LHOu       | 57                | 8                 | 13                | 21                | 39                | 4                | 1 | 0                    | 1                    | 4                    |                      |                      |
| 2012-2013  | Rockets de Kelowna       | LHOu       | 69                | 12                | 18                | 30                | 75                | 11               | 0 | 4                    | 4                    | 14                   |                      |                      |
| 2013-2014  | Rockets de Kelowna       | LHOu       | 72                | 21                | 39                | 60                | 93                | 14               | 5 | 9                    | 14                   | 14                   |                      |                      |
| 2014-2015  | Rockets de Kelowna       | LHOu       | 58                | 17                | 43                | 60                | 66                | 19               | 7 | 12                   | 19                   | 24                   |                      |                      |
| 2015-2016  | Bears de Hershey         | LAH        | 70                | 4                 | 25                | 29                | 58                | 21               | 0 | 6                    | 6                    | 35                   |                      |                      |
| 2016-2017  | Bears de Hershey         | LAH        | 34                | 3                 | 11                | 14                | 28                | 10               | 2 | 2                    | 4                    | 6                    |                      |                      |
| 2017-2018  | Bears de Hershey         | LAH        | 9                 | 2                 | 6                 | 8                 | 6                 | -                | - | -                    | -                    | -                    |                      |                      |
| 2017-2018  | Capitals de Washington   | LNH        | 51                | 0                 | 12                | 12                | 24                | -                | - | -                    | -                    | -                    |                      |                      |
| 2018-2019  | Capitals de Washington   | LNH        | 33                | 1                 | 5                 | 6                 | 38                | -                | - | -                    | -                    | -                    |                      |                      |
| 2018-2019  | Red Wings de Détroit     | LNH        | 17                | 1                 | 3                 | 4                 | 8                 | -                | - | -                    | -                    | -                    |                      |                      |
| 2019-2020  | Red Wings de Détroit     | LNH        | 53                | 3                 | 14                | 17                | 34                | -                | - | -                    | -                    | -                    |                      |                      |
| 2019-2020  | Griffins de Grand Rapids | LAH        | 1                 | 0                 | 1                 | 1                 | 2                 | -                | - | -                    | -                    | -                    |                      |                      |
| 2020-2021  | Blackhawks de Chicago    | LNH        | 2                 | 0                 | 1                 | 1                 | 0                 | -                | - | -                    | -                    | -                    |                      |                      |
| 2020-2021  | IceHogs de Rockford      | LAH        | 2                 | 0                 | 0                 | 0                 | 6                 | -                | - | -                    | -                    | -                    |                      |                      |
| 2021-2022  | Canucks de Vancouver     | LNH        | 2                 | 0                 | 0                 | 0                 | 0                 | -                | - | -                    | -                    | -                    |                      |                      |
| 2021-2022  | Canucks d'Abbotsford     | LAH        | 53                | 8                 | 20                | 28                | 80                | 2                | 0 | 0                    | 0                    | 2                    |                      |                      |
| 2022-2023  | Rocket de Laval          | LAH        | 35                | 4                 | 9                 | 13                | 24                | -                | - | -                    | -                    | -                    |                      |                      |
| 2023-2024  | HK Dinamo Minsk          | KHL        | 8                 | 0                 | 2                 | 2                 | 15                | -                | - | -                    | -                    | -                    |                      |                      |
| 2023-2024  | Traktor Tcheliabinsk     | KHL        | 22                | 2                 | 5                 | 7                 | 31                | -                | - | -                    | -                    | -                    |                      |                      |
| 2023-2024  | Torpedo Nijni Novgorod   | KHL        | 21                | 2                 | 3                 | 5                 | 4                 | -                | - | -                    | -                    | -                    |                      |                      |
| 2024-2025  | Monsters de Cleveland    | LAH        | Saison en cours ? | Saison en cours ? | Saison en cours ? | Saison en cours ? | Saison en cours ? |                  |   |                      |                      |                      |                      |                      |
| Totaux LNH | Totaux LNH               | Totaux LNH | 158               | 5                 | 35                | 40                | 104               | -                | - | -                    | -                    | -                    |                      |                      |

### En équipe nationale
| Année | Équipe     | Compétition                  |   | PJ | B | A | Pts | Pun           |  | Résultat |
| 2013  | Canada U18 | Championnat du monde -18 ans | 7 | 2  | 2 | 4 | 6   | Médaille d'or |  |          |
| 2015  | Canada U20 | Championnat du monde junior  | 7 | 1  | 3 | 4 | 2   | Médaille d'or |  |          |

## Trophées et honneurs personnels

### Ligue de hockey de l'Ouest
- 2013-2014 : nommé dans la deuxième équipe d'étoiles de l'association Ouest
- 2014-2015 : 
  - nommé dans la première équipe d'étoiles de l'association Ouest
  - champion de la Coupe Ed-Chynoweth avec les Rockets de Kelowna
  - nommé dans l'équipe d'étoiles du tournoi de la Coupe Memorial

### Ligue nationale de hockey
- 2017-2018 : champion de la Coupe Stanley avec les Capitals de Washington